# Los Arenales, Aguascalientes
Los Arenales är en ort i Mexiko.   Den ligger i kommunen Jesús María och delstaten Aguascalientes, i den centrala delen av landet, 400 km nordväst om huvudstaden Mexico City. Los Arenales ligger 1 866 meter över havet och antalet invånare är 661.
Terrängen runt Los Arenales är platt åt sydost, men åt nordväst är den kuperad. Runt Los Arenales är det tätbefolkat, med 459 invånare per kvadratkilometer. Närmaste större samhälle är Aguascalientes, 9,9 km söder om Los Arenales. Trakten runt Los Arenales består till största delen av jordbruksmark.